# Electric Light Orchestra
Az Electric Light Orchestra (röviden ELO) egy birminghami brit pop-rock zenekar, amely két megszakítással 1970 és 2001 között működött, majd 2014-ben, Jeff Lynne's ELO álnéven újraalakult. Roy Wood és Jeff Lynne alapította az együttest, a kezdeti hazai sikereiket követően az Amerikai Egyesült Államokban tettek szert nagyobb népszerűségre, lemezeikből világszerte több mint 150 millió példányt adtak el.

## Története
1970–1973 Megalakulás és korai albumok
Az Electric Light Orchestra (ELO) brit rockegyüttes, amelyet 1970-ben alapított Roy Wood, Jeff Lynne és Bev Bevan. A zenekar a The Move együttes tagjainak új projektjeként jött létre, amelyet Roy Wood gitáros, énekes és dalszerző hozott létre azzal a céllal, hogy a rockzenét klasszikus hangszerekkel, mint hegedűk, csellók, bőgők, rézfúvósok és fafúvósok ötvözésével új irányba fordítsa.
1970. július 12-én Roy Wood több csellót is hozzáadott egy Lynne által írt dalhoz, amely eredetileg a The Move B-oldalas dalának szántak. Ekkor született meg az „10538 Overture“, az ELO első dala. Az együttes eredeti terve az volt, hogy a The Move megszűnik a „Looking On“ album 1970 végi megjelenése után, ám anyagi okokból még egy albumot, a „Message from the Country“-t is rögzítették, amely 1971 közepén jelent meg.
Az ELO debütáló koncertje 1972. április 16-án volt a croydoni Greyhound Pubban. A kezdeti felállásban Wood, Lynne, Bevan mellett Bill Hunt (billentyűk/francia kürt), Andy Craig (cselló), Mike Edwards (cselló), Wilfred Gibson (hegedű), Hugh McDowell (cselló) és Richard Tandy (basszusgitár) játszott, de ez a felállás nem volt tartós. Wood és Lynne a kezdeti nehézségek ellenére tovább folytatták. Wood 1972-ben, az együttes második albumának felvételei közben hagyta el a bandát, hogy a Wizzard nevű együttest alapítsa.
1974–1982 Globális siker és koncepcióalbumok
Az ELO igazi áttörését a „Can't Get It Out of My Head“ című dal hozta meg, amely az Egyesült Államokban a Top 10-be került, az „Eldorado“ album pedig aranylemez lett. Az „Eldorado“ után az ELO kiadta a „Face the Music“ albumot, amelyen szerepelt az „Evil Woman“ és a „Strange Magic“. Az ELO 1976-ban kiadta az „A New World Record“ albumot, amely az Egyesült Királyságban a Top 10-be került, és olyan slágereket tartalmazott, mint a „Livin' Thing“ és a „Telephone Line“.
1979-től napjainkig Folyamatos változások és új irányok
1979-ben az ELO megjelentette a „Discovery“ albumot, amely az Egyesült Királyságban az első helyen debütált, a legnagyobb sláger a „Don't Bring Me Down“ dal volt. Az 1980-as években az ELO továbbra is aktív volt, de a tagok gyakori cserélgetése és a zenei irányzatok változása miatt a sikeresség hullámzó volt. Jeff Lynne 2000-ben visszahozta az ELO-t a „Zoom“ albummal, és a zenekar újra turnézni kezdett, Jeff Lynne's ELO néven újraformálva magát.
Az Electric Light Orchestra az évek során több mint 50 millió albumot adott el világszerte és több mint 30 slágert hozott a Top 40-be az Egyesült Királyságban és az Egyesült Államokban. A zenekar továbbra is aktív, új albumokat készít és koncertezik világszerte.

## Tagjai
- Jeff Lynne – ének, gitár, basszusgitár, billentyűsök, dob, cselló, producer, dalszerző (1970–1983, 1985–1986, 2000–01, 2014–)
- Roy Wood – ének, gitár, basszusgitár, cselló, klarinét, fagott, oboa, dob, producer, szövegíró (1970–1972)
- Bev Bevan – dob, ütősök, vokál (1970–1983, 1985–1986)
- Richard Tandy – billentyűsök, szintetizátorok, basszusgitár, gitár, háttérvokál (1972–1983, 1985–1986, 2000–01, 2014–)[1]
- Louis Clark – karmester (1974–1980, 1983)
- Kelly Groucutt – basszusgitár, vokál (1975–1983)
- Mik Kaminski – hegedű (1973–1979, 1981–1983, 1986)
- Hugh McDowell – cselló (1972, 1973–1979)
- Melvyn Gale – cselló (1975–1979)
- Mike Edwards – cselló (1972–1974)
- Mike de Albuquerque – basszusgitár, vokál (1972–1974)
- Wilfred Gibson – hegedű (1972–1973)
- Colin Walker – cselló (1972–1973)
- Bill Hunt – billentyűsök, kürt, vadászkürt (1970–1972)
- Steve Woolam – hegedű (1970–1971)

## Diszkográfia

### Electric Light Orchestra
1. The Electric Light Orchestra (1971)
2. ELO 2 (1973)
3. On the Third Day (1973)
4. Eldorado, A Symphony by E.L.O. (1974)
5. Face the Music (1975)
6. A New World Record (1976)
7. Out of the Blue (1977)
8. Discovery (1979)
9. Xanadu (1980) (Olivia Newton-John-nal)
10. Time (1981)
11. Secret Messages (1983)
12. Balance of Power (1986)
13. Zoom (2001)

### Jeff Lynne's ELO
1. Alone in the Universe (2015)
2. From Out of Nowhere (2019)[2]